# Aldehuela del Codonal
Aldehuela del Codonal è un comune spagnolo di 50 abitanti situato nella comunità autonoma di Castiglia e León.